# Algrizea macrochlamys
Algrizea es un género monotípico de arbustos de la familia Myrtaceae. Su única especie, Algrizea macrochlamys ((DC.) Proença & NicLugh., Syst. Bot. 31: 321 (2006)., es originaria de Brasil en Bahía. 

## Taxonomía
Algrizea macrochlamys fue descrita por  ((DC.) Proença & NicLugh. y publicado en Systematic Botany 31(2): 321. 2006.
Sinonimia
- Myrcia macrochlamys DC., Prodr. 3: 247 (1828).
- Myrtus macrochlamys (DC.) Mart. ex O.Berg in C.F.P.von Martius & auct. suc. (eds.), Fl. Bras. 14(1): 419 (1857).
- Psidium macrochlamys (DC.) Mattos, Loefgrenia 64: 1 (1975).[2]